# Józef Ziętek

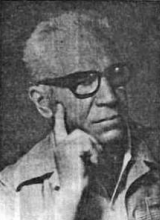
Józef Ziętek przed majem 1994

Józef Ziętek (ur. 23 kwietnia 1916 r. w Hadykówce, zm. 6 stycznia 1999 r. w Jaworze) – polski poeta.

## Życiorys
Urodził się w Hadykówce, będącej wówczas częścią Galicji i Lodomerii. W wieku 23 lat wziął udział w kampanii wrześniowej, w której walczył pod dowództwem ppłk. dypl. Beniamina Kotarba, a w czasie okupacji działał w Batalionach Chłopskich. Po wyzwoleniu pracował w Starostwie Powiatowym w Kolbuszowej, gdzie organizował akcję przesiedleńczą repatriantów na ziemie zachodnie. W marcu 1946 r. przyjechał z rodziną na Dolny Śląsk i osiedlił się w Jaworze. W 1947 r. pełnił funkcję radnego miejskiego; pracował też w Starostwie Powiatowym, zajmował się organizacją osadnictwa w mieście i powiecie jaworskim oraz był przewodniczącym Komisji Uwłaszczeniowej. W latach 1950–1975 (do emerytury) pracował jako kierownik Wydziału Gospodarki Komunalnej i Mieszkaniowej w Urzędzie Powiatowej Rady Narodowej.

## Twórczość
Napisał ok. 400 wierszy, zebranych drukiem w trzech tomikach: Zgrzebnymi myślami pozszywane (1987), Z biegiem lat (1987) i W cieniu jesieni (1990) oraz dwóch zbiorach: Zasiał wiatr (1993) i Zostawić ślad (1996). Tworzył przez całe życie, ale najwięcej wierszy napisał w ostatnim dwudziestoleciu XX wieku. Jego poezja ma charakter wspomnieniowy, w swoich wierszach dawał wyraz tęsknocie za opuszczoną w 1946 r. ziemią kolbuszowską. Wspominał w nich także Lasowiaków, żyjących w jego rodzinnych stronach. W swoich utworach pisał także o Jaworze, poruszał tematy religijne i opisywał przyrodę. Był członkiem Stowarzyszenia Twórców Ludowych.

## Wyróżnienia
- 1985 – wyróżnienie w konkursie literackim „Źródło”, organizowanym przez Klub Kultury Chłopskiej i tygodnik „Wieści”
- 1987 – wyróżnienie w konkursie literackim. organizowanym przez Dom Kultury Zagłębia Miedziowego w Lubinie
- 1989 – nagroda w konkursie poetyckim im. Stanisława Buczyńskiego, organizowanym w Zamościu
- 1996 – wyróżnienie w 40. Międzynarodowym Konkursie Literackim w Wąglanach
- 1996 – tytuł Honorowego Obywatela Miasta Jawora